# ZiU-10

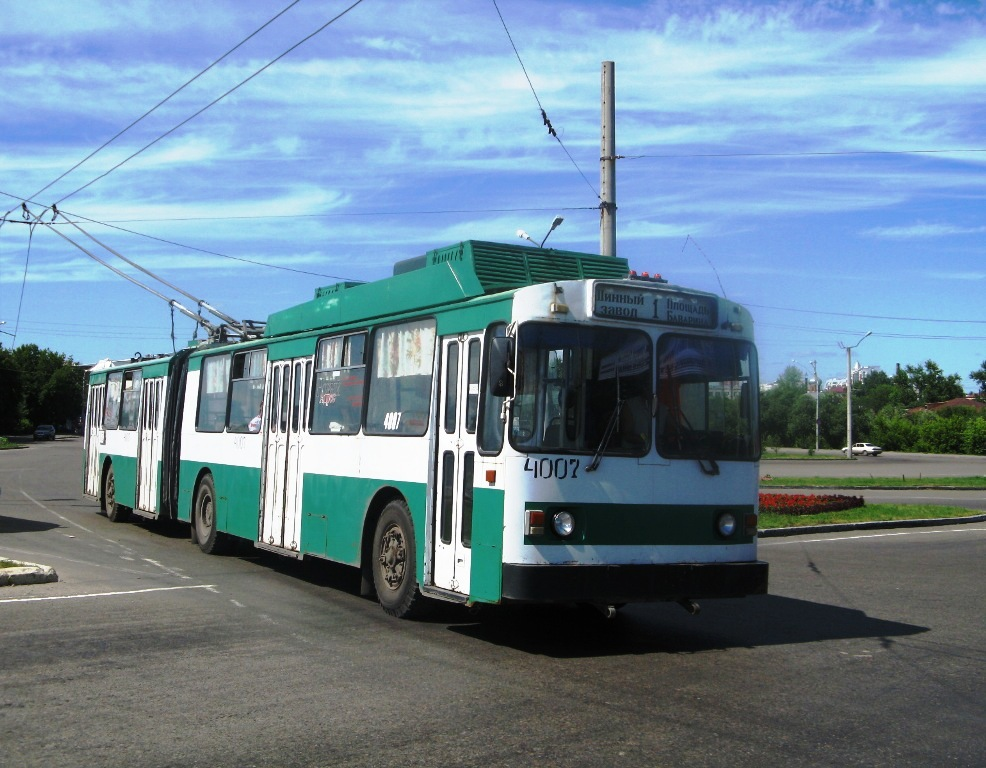
ZiU-10 verze ZiU-683V01 v Barnaulu

ZiU-10 (přesněji ZiU-683) je ruský kloubový třínápravový trolejbus, odvozený od základní dvounápravové verze ZiU-9. První prototypy byly dokončeny v roce 1978. V roce 1986 Urického závod (ZiU) rozběhl sériovou výrobu velkokapacitního trolejbusu ZiU-683B s tyristorovou pulsní regulací. Tyristorová regulace umožnila šetřit až 25 % elektrické energie. Tento model byl průběžně modernizován a v současnosti je nabízen jak s tyristorovou, tak s odporově stykačovou regulací. Je provozován v řadě měst Ruska i SNS.

## Historie vzniku
První kloubové trolejbusy ZiU-10 vznikly v Urického závodě v roce 1978. jejich předchůdcem byl 24-metrový trolejbus SVARZ TS vyráběný v šedesátých letech minulého století v Moskvě. SVARZ TS byl určen až pro 300 cestujících. ZiU-10 byl odvozen od dvounpravového typu ZiU-9 (ZiU-682). První kloubový ZiU-683 zkoušeli v Engelsu, kde je výrobní závod a v sousedním Saratově. Na další zkoušky ho poslali v roce 1980 do Moskvy. Zpočátku se příliš neosvědčil, měl zastaralou odporově stykačovou regulaci a dosahoval rychlosti nejvýše 45 km/hod. V roce 1982 vznikla přepracovaná verze s tyristorovou pulsní regulací, ale kvůli technickým problémům se vůz vrátil zpět výrobci. První ZiU-10 jezdil 9 let do roku 1987. Sériová výroba běžela od roku 1986 a trolejbusy byly vybaveny motory moskevské firmy Dinamo. Na konci osmdesátých let přešel výrobce na typ ZiU-683B00 s tyristorovou pulsní regulací. Vozy s odporově stykačovou regulací ZiU-683V01 se udržely ve výrobě do roku 1995. Od roku 1991 se ZiU-683 v různých modifikacích exportovaly na Balkán, do Polska, na Ukrajinu i do dalších států SNS, dokonce do Řecka a Argentiny. S rozpadem SSSR se v roce 1992 produkce snížila. V roce 1993 se začal vyrábět typ ZiU-6205 s řadou vylepšení a změn.
V roce 2002 Urického závod (rusky Zavod imeni Urickogo) přejmenovali na Trolza a.s. a trolejbusy přestaly být označovány jako ZiU. Původní typ ZiU-683 byl výrazně modernizován použitím nových dílů pohonu a odolnější karoserií. Modernizovaná verze byla označena Trolza-6205, ale ze setrvačnosti byla často označována jako ZiU-6205. Dvounápravová verze ZiU-682 (čili ZiU-9) byla také výrazně modernizována a označena Trolza-5264-01.

## Modifikace

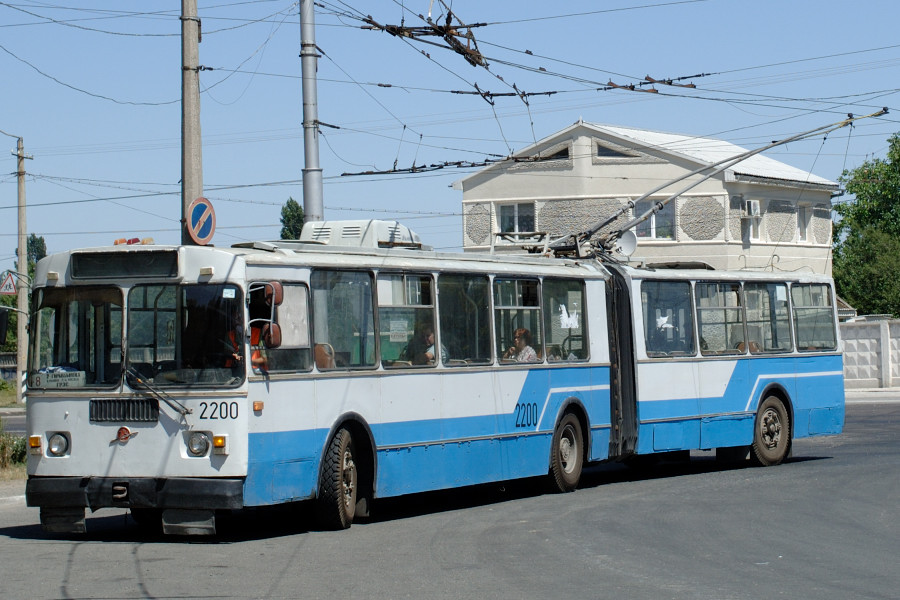
ZiU-10 v Simferopolu

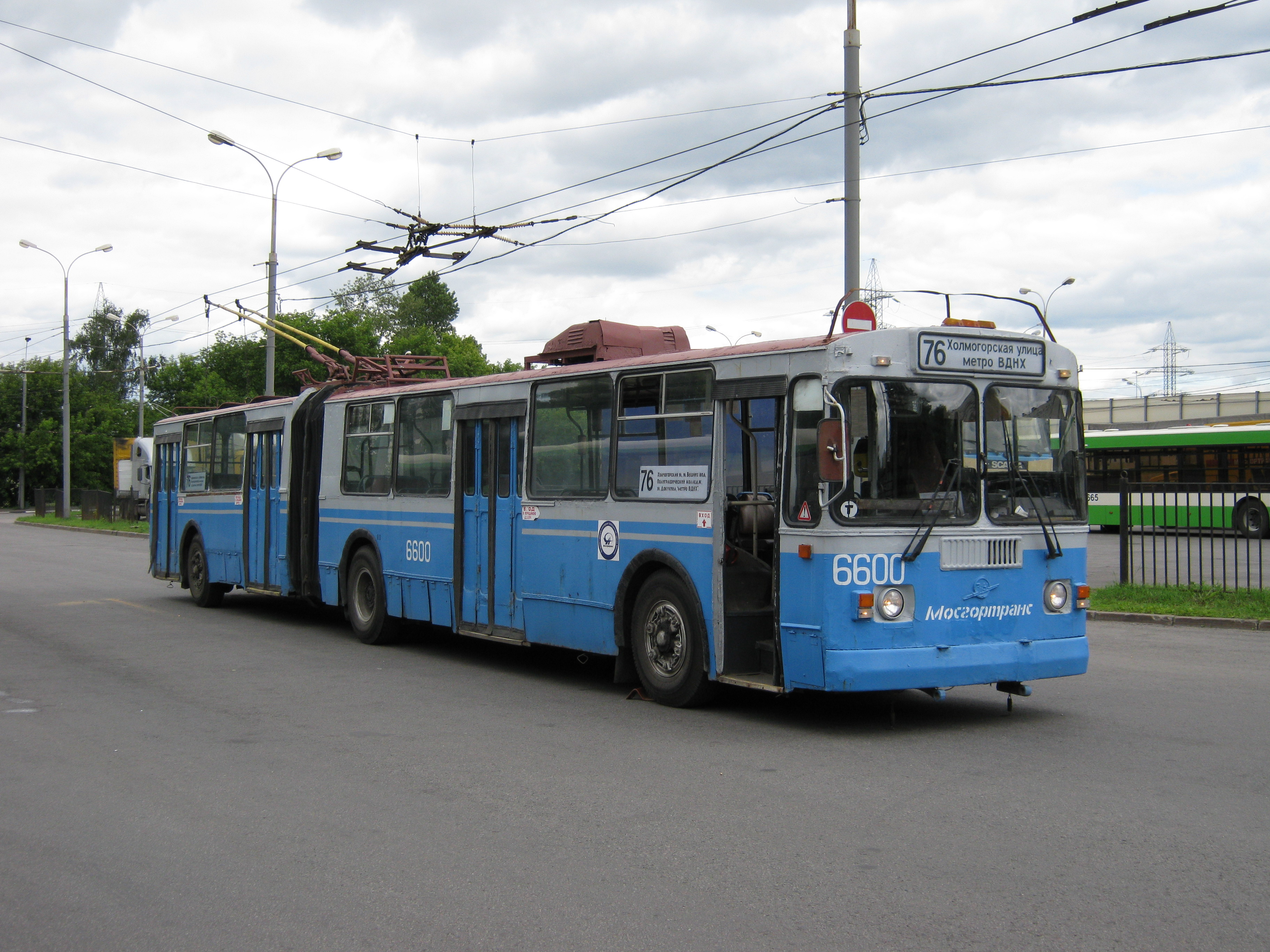
ZiU-10 v Moskvě

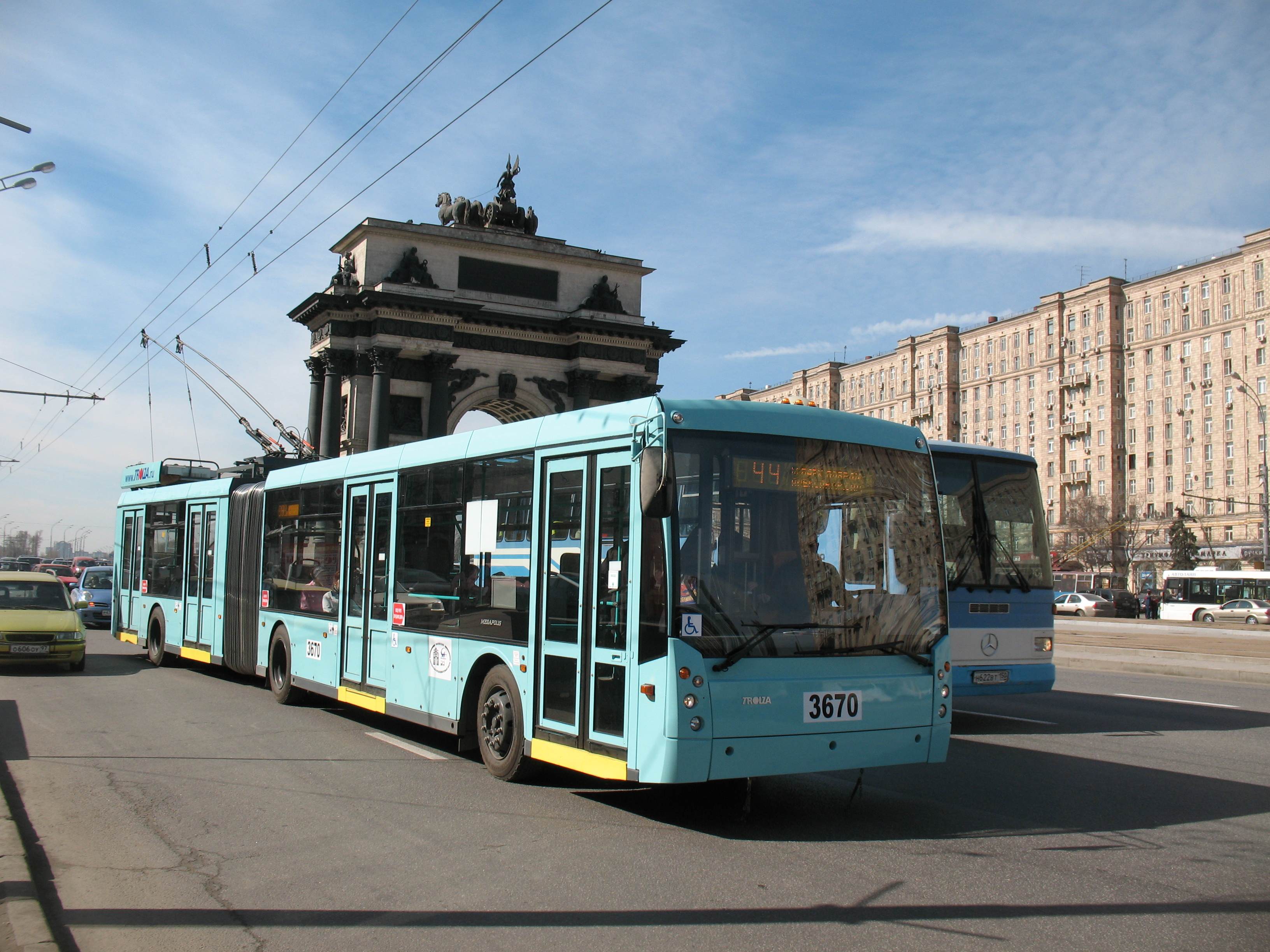
Trolza-6206 Megapolis, následovník ZiU-10

- ZiU-683 - (1986-2002) základní verze
- ZiU-683B00 - současník ZiU-682B00 (1982 - 1995) s tyristorovou regulací
- ZiU-683V00 - současník ZiU-682V00 (1991 - 1995) s odporově stykačovou regulací
- ZiU-683V01 - s vylepšenou stykačovou regulací (1992 - 1995)
- ZiU-6205 modernizace odpovídající ZiU-682G0A (1993 - 2002) přechodný typ ZiU/Trolza
- Trolza-6205, ZiU-62052 modernizace odpovídající ZiU-682G-016.02 (2001 - dosud)

## Přednosti a nedostatky trolejbusu

### Přednosti
- Dostatečná kapacita (obsaditelnost)
- Dobré topení
- Měkké a pohodlné sedačky
- Dlouhá životnost, bezproblémový provoz
- Předpokládaná životnost karoserie 20 let
- Ekonomický provoz u verzí s tyristorovou regulací
- Kloubové spojení shodné s maďarskými autobusy Ikarus 280

### Nedostatky
- Vysoká podlaha
- Špatná manévrovatelnost
- Nepříliš ergonomické ovládací prvky